# Shangwua
Shangwua, biljni rod iz porodice glavočika opisan 2013. godine.. Postoje tri priznate vrste raširene uglavnom po Himalajama, a jedna je tadžikistanaski endem.

## Vrste
1. Shangwua denticulata (DC.) Raab-Straube & Yu J.Wang
2. Shangwua jacea (Klotzsch) Yu J.Wang & Raab-Straube
3. Shangwua masarica (Lipsky) Yu J.Wang & Raab-Straube